# مكتبة الترسانة
مكتبة الترسانة (بالفرنسية: Bibliothèque de l'Arsenal)‏ تأسست عام 1757 في باريس، وأصبحت جزءًا من المكتبة الوطنية الفرنسية منذ عام 1934.

## معرض صور

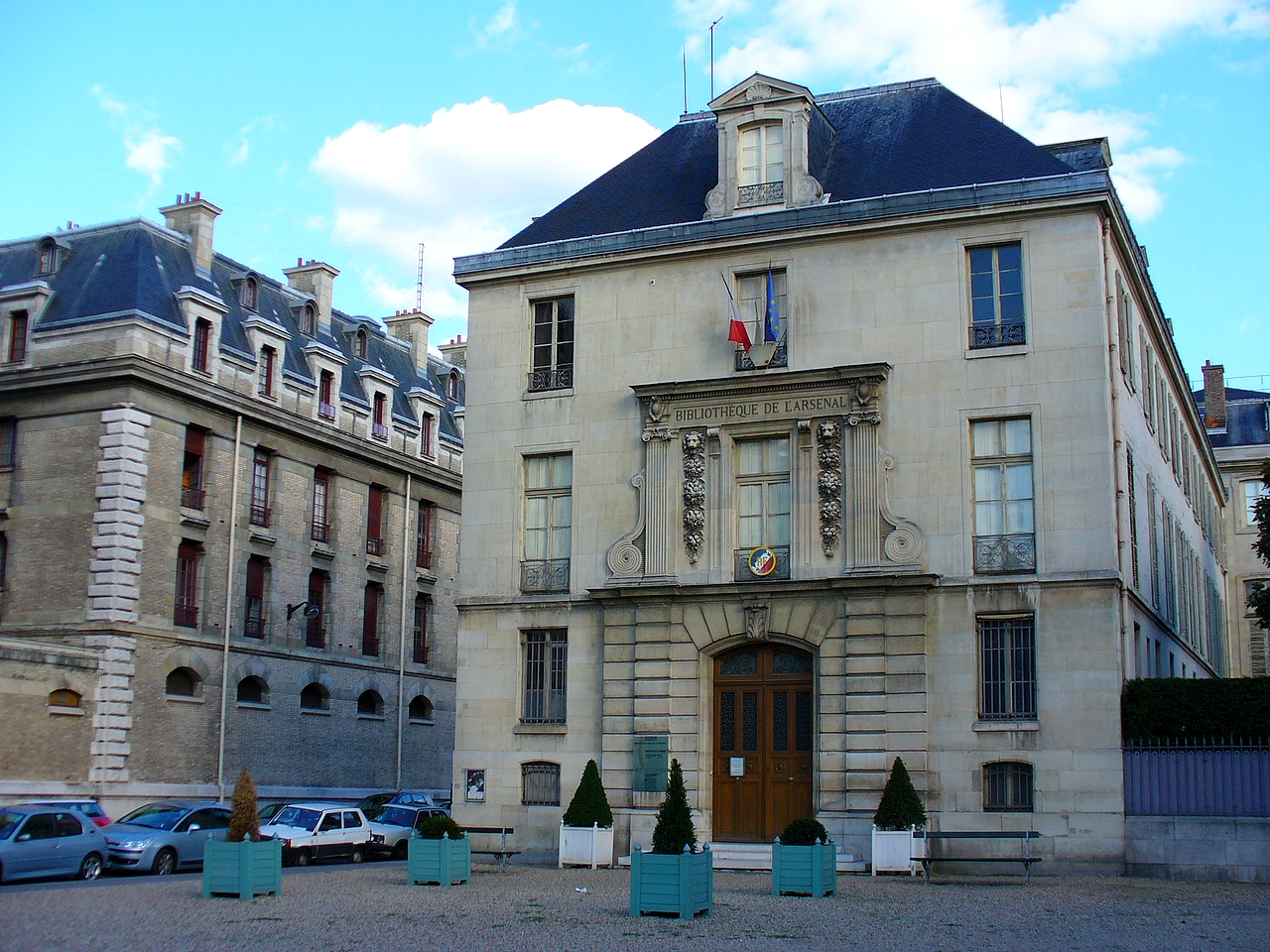
مدخل مكتبة الترسانة
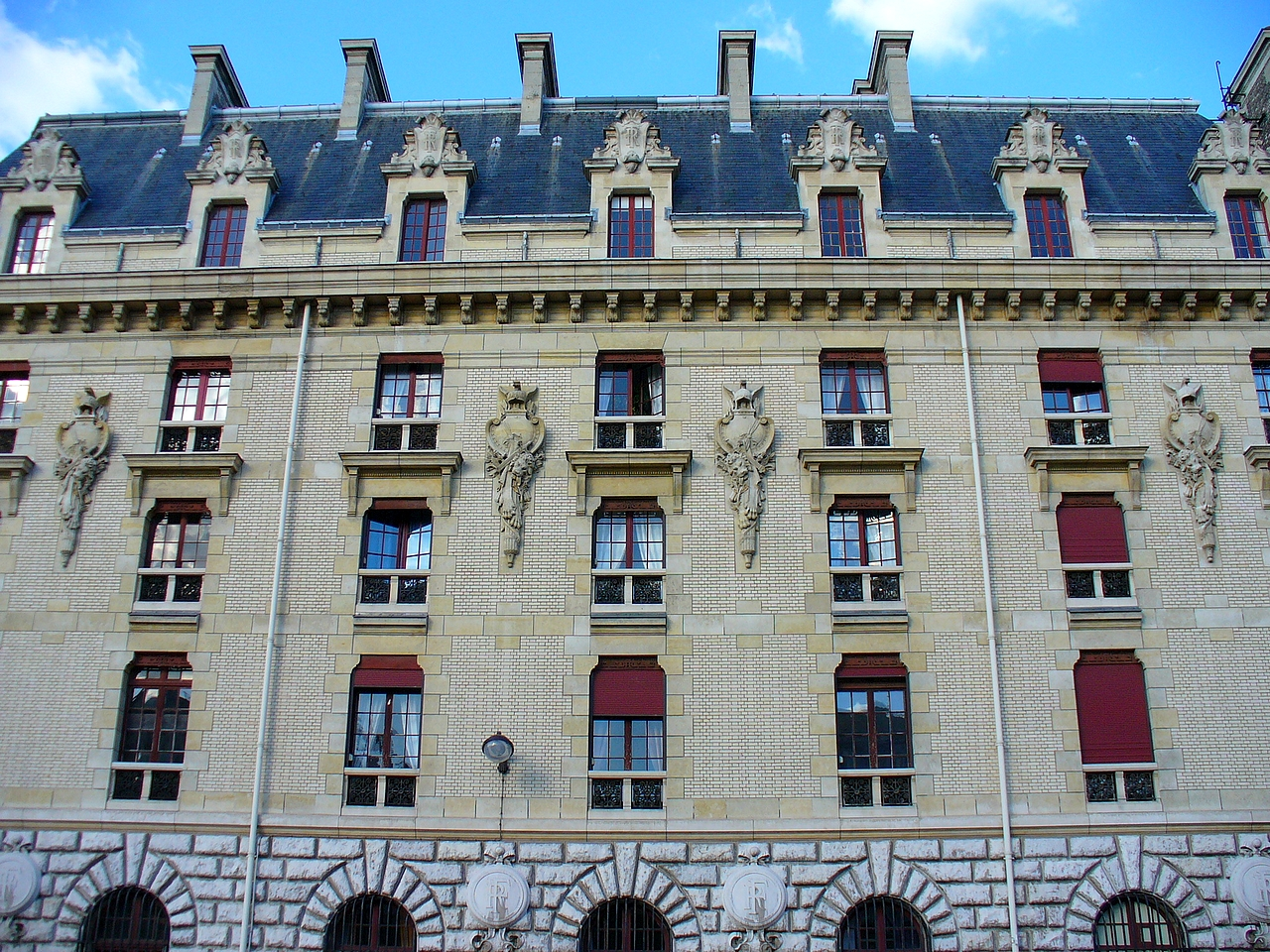
التفاصيل المعمارية
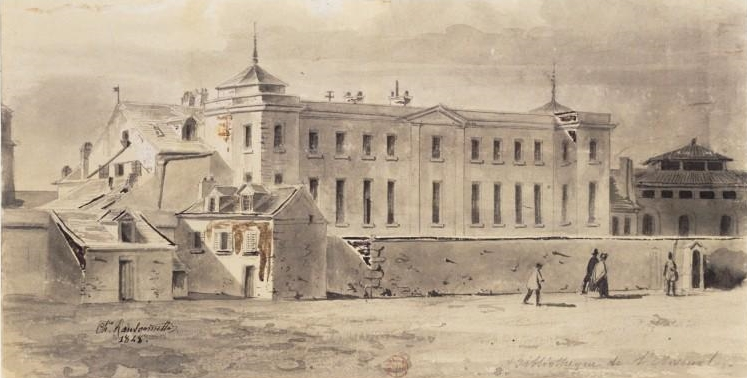
مكتبة الترسانة منظر من شارع مورلاند، رسم تشارلز رانسونيت (1848)
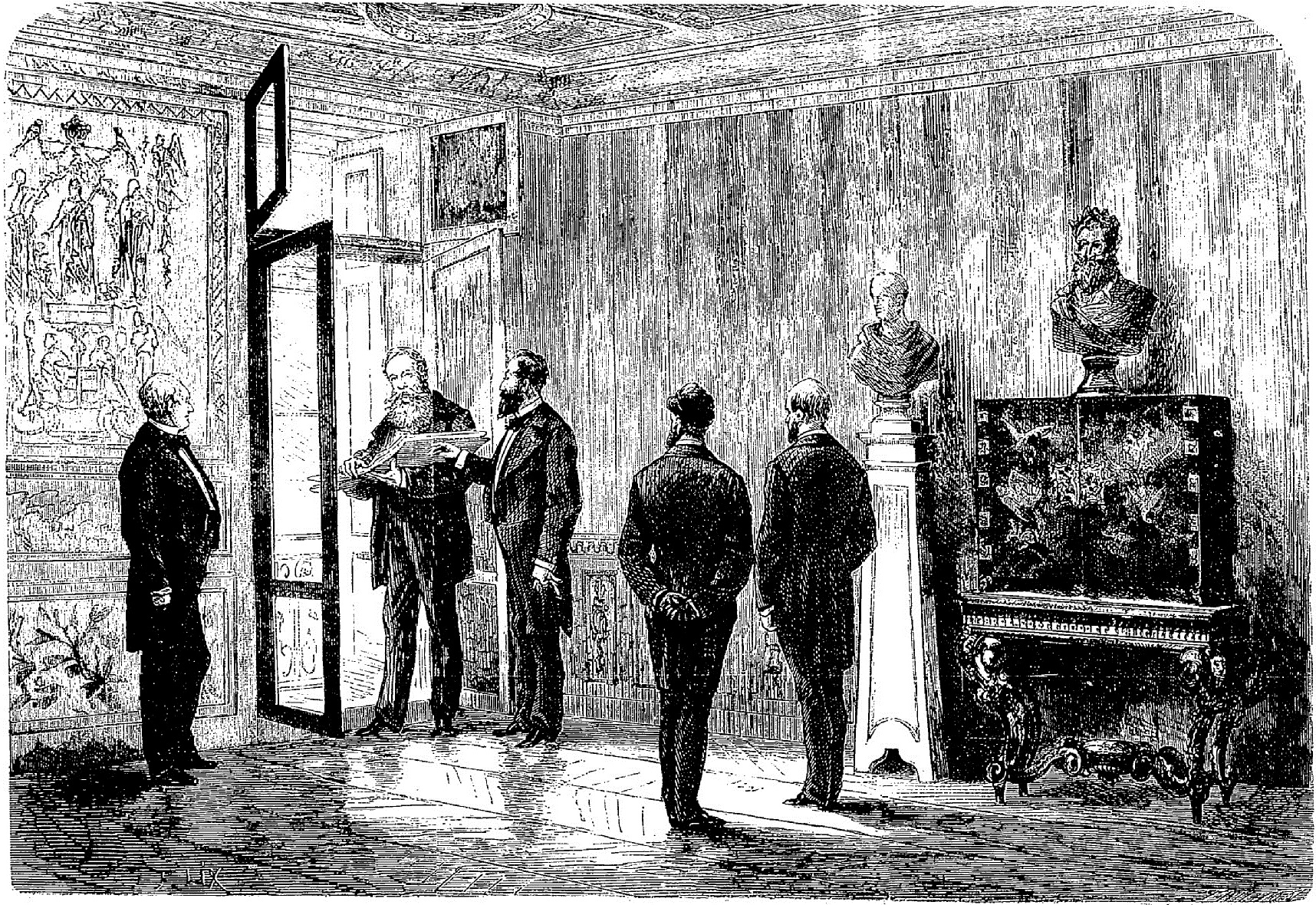
بيدرو الثاني، إمبراطور البرازيل، يزور مكتبة الترسانة (L'Univers illustré، ليفي (باريس)، رقم 879، 27/01/1872).

## وصلات خارجية
- صفحة ويب عن المكتبة (بالفرنسية)